# Henri Matisse
Henri Matisse (31 tháng 12 năm 1869 - 3 tháng 11 năm 1954) là một nghệ sĩ người Pháp, nổi tiếng với khả năng sử dụng màu sắc và chất lỏng cũng như khả năng hội họa tuyệt vời và nguyên sơ. Với tư cách là một họa sĩ, nhà điêu khắc, nhà làm đồ họa in ấn. Matisse được biết đến như là một trong những nghệ sĩ nổi tiếng nhất thế kỉ 20. Ông là nhân vật tiên phong của trường phái dã thú, vào thập niên 1920, ông được coi là một trong những người nâng tầm truyền thống cổ điển trong hội họa Pháp. Tài năng của ông trong việc sử dụng ngôn ngữ màu sắc biểu cảm và khả năng hội họa đặc trưng. Henri Matisse được coi là một trong những nhân vật đi đầu trong nghệ thuật hiện đại.

## Các tác phẩm nổi tiếng
- Woman Reading (1894), Museum of Modern Art, Paris
- Notre-Dame, une fin d'après-midi (1902), Albright-Knox Art Gallery, Buffalo, New York
- The green line (1905)
- The Open Window (1905)
- Woman with a Hat (1905)
- Les toits de Collioure (1905)
- Landscape at Collioure (1905)
- Le bonheur de vivre (1906)
- The Young Sailor II (1906)
- Self-Portrait in a Striped T-shirt (1906)
- Madras Rouge (1907)
- Blue Nude (Souvenir de Biskra) (1907), Baltimore Museum of Art
- The Dessert: Harmony in Red (The Red Room) (1908)
- Bathers with a Turtle (1908), Saint Louis Art Museum, Missouri
- La Danse (1909)
- Still Life with Geraniums (1910)
- L'Atelier Rouge (1911)
- The Conversation (1908–1912)
- Zorah on the Terrace (1912)
- Le Rifain assis (1912)
- Le rideau jaune (the yellow curtain) (1915)
- The Window (1916), Detroit Institute of Arts, Michigan
- La leçon de musique (1917)
- The Painter and His Model (1917)
- Interior A Nice (1920)
- Odalisque with Raised Arms (1923), National Gallery of Art, Washington, D.C.
- Yellow Odalisque (1926)
- The Dance II (1932), triptych mural (45 ft by 15 ft) in the Barnes Foundation of Philadelphia
- Robe violette et Anémones (1937)
- Woman in a Purple Coat (1937)
- Le Rêve de 1940 (the dream of 1940) (1940)
- La Blouse Roumaine (1940)
- Le Lanceur De Couteaux (1943)
- Annelies, White Tulips and Anemones (1944), Honolulu Academy of Arts
- L'Asie (1946)
- Deux fillettes, fond jaune et rouge (1947)
- Jazz (1947)
- The Plum Blossoms (1948)
- Chapelle du Saint-Marie du Rosaire (1948 - 1951)
- Beasts of the Sea (1950)
- The Sorrows of the King (1952)
- Black Leaf on Green Background (1952)
- La Négresse (1952)
- Blue Nudes (1952)
- The Snail (1953)
- Le Bateau (1954)  (This gouache created a minor stir because MOMA had mistakenly displayed it upside-down for 47 days in 1961.[1])

## Sách
- Jazz, 1947
- Matisse on Art, collected by Jack D. Flam, 1973. ISBN 0-7148-1518-7